# The Bird and the Worm
«The Bird and The Worm» (El pájaro y el gusano) es el primer sencillo del tercer disco de The Used que no cuenta con su baterista original sino que en su lugar esta Dean Butterworth pero solo en estudio porque en el video musical se ve a su baterista actual, Dan Whitesides. El video fue criticado con buenas y malas opiniones pero en algunos países se decidió editar. 

## Versiones
Version I-Tunes
1. "The Bird and The Worm" (version original)

Version CD'
1. "The Bird and The Worm"
2. "Dark Days"
3. "Devil Beside You"

Version 7
1. "The Bird and The Worm" (Lado A)
2. "Dark Days" (Lado B)

## The Bird & The Worm EP (2010)
En marzo de 2010 en la página oficial de la banda se anunció la venta del EP exclusivamente por I-Tunes
1. "The Bird and The Worm" (version original)
2. "The Bird and The Worm" (a capela)
3. "The Bird and The Worm" (version instrumental)

## Listas
En Australian ARIA Singles Chart alcanzó el puesto 35, en el UK Singles Chart quedó en el puesto 130, mientras en el U.S. Billboard Bubbling Under Hot 100 Singles quedó en el 7 y en el U.S. Billboard Modern Rock Tracks trepó hasta el número 99.
- Datos: Q7718066